# SOS-Antwort
Die SOS-Antwort ist ein Fachbegriff in der Biologie für eine Reaktion prokaryotischer Zellen auf schwere DNA-Schäden und eines der Reparatursysteme der Zelle. Solche Schäden entstehen zum Beispiel durch ionisierende Strahlung, Hitze oder DNA-verändernde chemische Substanzen.
Stark beschädigte DNA kann nicht ordnungsgemäß repliziert werden und führt bei der folgenden Zellteilung zum Tode beider Tochterzellen. Die SOS-Antwort ist ein Programm, das es der betroffenen Zelle ermöglicht, zuerst die geschädigte DNA zu reparieren und erst danach den Zellzyklus fortzusetzen.
Zunächst wird durch einzelsträngige DNA (die bei größeren DNA-Schäden fast immer auftritt) das Protein RecA aktiviert. RecA (Recombinase A) „misst“ also ständig den Zustand der DNA in der Zelle. Das aktivierte RecA spaltet nun seinerseits den LexA-Repressor. LexA (Locus for X-ray sensitivity A) bindet im intakten Zustand an bestimmte Regionen der DNA und blockiert die Transkription der SOS-spezifischen Gene. Mit der Spaltung von LexA wird die Transkription dieser Gene freigegeben und die DNA-Reparatur gestartet. Zu den aktivierten Genen gehört unter anderem sfiA (SOS Response associated Filamentation), das die Zellteilung hemmt und so der Zelle Zeit für die Reparatur gibt. Weiterhin werden sogenannte uvr-Gene transkribiert, die für DNA-Reparaturproteine wie die ABC-Exonuklease kodieren. Außerdem reguliert der LexA-Repressor seine eigene Transkription und die von RecA, was dazu führt, dass, sobald die Schäden in der DNA behoben sind und die Konzentration an aktiviertem RecA sinkt, LexA wieder in der Zelle akkumuliert und das System in seinen stabilen Ausgangszustand zurückkehrt.
Die SOS-Antwort ist eine allgemeine bakterienspezifische Antwort auf größere DNA-Schäden. Im Gegensatz zu „normalen“ DNA-Reparaturprozessen erfolgt die Reparatur bei der SOS-Antwort nur ungenau, also mit einer signifikant erhöhten Fehlerrate und führt damit zu zahlreichen Mutationen. Ionisierende Strahlung und kurzwellige UV-Strahlung werden daher auch zur randomisierten Mutagenese eingesetzt.
Ist das Bakterium lysogen, so führt eine SOS-Antwort zur Vermehrung und Lyse eines im Bakteriengenom integrierten Virus. Zum Beispiel kann das Bakteriengenom die DNA des Bakteriophagen Lambda enthalten. Das Phagen-eigene Protein Lambda-cI-Repressor verhindert die Vermehrung und Lyse des Phagen. Läuft im Bakterium eine SOS-Antwort ab, so spaltet das RecA-Protein nicht nur sein Substrat LexA, sondern auch cI und leitet so den lytischen Weg der Lambda-Phage ein. Der Phage kann so die geschwächte Wirtszelle verlassen und muss nicht mit ihr zu Grunde gehen.
Eukaryoten besitzen ein ähnliches System, wobei hier das Protein p53 eine entscheidende Rolle spielt. Ist in einer eukaryontischen Zelle der DNA-Schaden für eine Reparatur zu groß, wird die Apoptose eingeleitet.
Die SOS-Antwort wurde 1970 von Miroslav Radman als Hypothese aufgestellt (veröffentlicht 1974) und später bestätigt.